# Omar Larrosa
Omar Ruben Larrosa (Lanús, 18 novembre 1947) è un ex calciatore argentino, di ruolo centrocampista. Campione mondiale con l'Argentina al campionato del mondo 1978.

## Carriera

### Club
Larrosa iniziò la sua carriera nel 1967 al Boca Juniors, ma nel 1969 lasciò il club e passò all'Argentinos Juniors, salvo poi farvi ritorno. Nel 1970 vinse il Campionato Nacional col Boca, sebbene non avesse disputato la finale contro il Rosario Central. Nella stagione successiva si trasferì in Guatemala, dove giocò con il CSD Comunicaciones.
Dal 1972 al 1976 militò nell'Huracán: con tale club conquistò il Campionato Metropolitano nel 1973, arrivò finalista nelle edizioni del 1975 e 1976 e giunse fino alle finali del Campionato Nacional nel 1976. Nel 1977 fu acquistato dall'Independiente, con cui giocò dal 1977 al 1980 vincendo il Campionato Nacional nel 1977 e nel 1978.
Dopo l'addio all'Independiente, nel 1980 disputò alcune partite con il Vélez Sársfield, per poi terminare la sua carriera al San Lorenzo in una stagione disastrosa per il club, in quanto retrocesse per la prima volta dalla Primera División Argentina (la Serie A argentina).

### Nazionale
Larrosa fu convocato nella rosa della Nazionale di calcio dell'Argentina che vinse il campionato del mondo 1978. Nel torneo giocò solo nella finale contro i Paesi Bassi, entrando al 65º minuto al posto di Osvaldo Ardiles.

## Palmarès

### Club

#### Competizioni nazionali
- Campionato argentino: 4

Boca Juniors: Nacional 1970
Huracán: Metropolitano 1973
Independiente: Nacional 1977, Nacional 1978

### Nazionale
Campionato mondiale: 1 
Argentina 1978